# كيث كريستي
كيث كريستي (بالإنجليزية: Keith Christie)‏ هو عازف جاز بريطاني، ولد في 6 يناير 1931 في بلاكبول في المملكة المتحدة، وتوفي في 16 ديسمبر 1980 في لندن في المملكة المتحدة.

## وصلات خارجية
- كيث كريستي على موقع ميوزك برينز (الإنجليزية)
- كيث كريستي على موقع ديسكوغز (الإنجليزية)